# Univerzitet Stanford
Univerzitet Liland Stanford Džunior (engl. Leland Stanford Junior University), poznatiji kao Univerzitet Stanford (engl. Stanford University) ili Stanford privatni je univerzitet u Stanfordu, Kalifornija u Sjedinjenim Državama. Jedan je od najprestižnijih univerziteta na svetu. Stanford je poznat po svojoj akademskoj jačini, bogatstvu, neposredna blizina Silicijumske doline, i on se rangira kao jedan od vrhunskih univerziteta u svetu.
Stanford su 1885. osnovali bivši guverner kalifornije i senator Liland Stanford i njegova supruga Džejn Lejtrop Stanford (Jane Lathrop Stenford), kao uspomenu na njihovog sina Lilanda Stanforda mlađeg koji je umro od tifusa u Evropi nekoliko nedelja pre šesnaestog rođendana. Škola je primila prve studente 1. oktobra 1891. godine, kao koobrazovna ne nedenominaciona institucija.
Univerzitet Stanford je bio izložen finansijskim poteškoćama nakon smrti Lilanda Stanforda 1893. i ponovo nakon što je znatan deo kampusa bio oštećen tokom zemljotresa u San Francisku 1906. godine. Nakon Drugog svetskog rata, prorektor Frederik Terman je podržavao preduzetništvo nastavnog osoblja i diplomiranih studenata s ciljem izgradnje samodostatne lokalne industrije u onome što će kasnije postati poznato kao Silicijumska dolina. Univerzitet je takođe jedna od najboljih institucija za prikupljanje sredstava u zemlji, i postao je prva škola koja je prikupila više od milijardu dolara u jednoj godini.
Univerzitet je organizovan oko tri tradicionalne škole koje se sastoje od 40 akademskih odeljenja na dodiplomskom i diplomskom nivou i četiri profesionalne škole koje se fokusiraju na postdiplomske programe u oblastima prava, medicine, obrazovanja i biznisa. Studenti se takmiče u 36 univerzitetska sporta, a univerzitet je jedna od dve privatne ustanove u Diviziji I FBS Pac-12 konferenciji. Ovaj univerzitet je osvojio 118 NCAA timskih šampionata, što je više od bilo kog drugog univerziteta. Stanfordski atletičari su pobedili na 512 pojedinačnih šampionata, i Stanford je osvojio NACDA direktorski kup tokom 24 uzastopne godine, počevši od 1994–1995. Osim toga, Stanfordski studenti i bivši učenici su osvojili 270 olimpijskih medalja uključujući 139 zlatnih medalja.
Na Stanford se svake godine upiše oko 6.800 studenata osnovnih studija i oko 8.000 studenata postdiplomskih studija iz Sjedinjenih Država i celog sveta. Univerzitet se nalazi u Silicijumskoj dolini, a njegovi diplomci osnovali su kompanije kao što su Hjulet-Pakard, San Majkrosistems, NVIDIA, Jahu, Sisko, Silikon Grafiks i Gugl.
Prema podacima iz aprila 2021. godine, 58 dobitnika Nobelove nagrade, 29 dobitnika Tjuringove nagrade, i 8 dobitnika Fildsovih medalja bili su povezani sa Stanfordom kao studenti, alumni, nastavnici ili drugo osoblje. Pored toga, Stanford je posebno poznat po svom preduzetništvu i jedan je od najuspešnijih univerziteta u privlačenju sredstava za nova preduzeća. Alumni Stanforda su osnovali brojne kompanije, koje zajedno ostvaruju više od 2,7 biliona dolara godišnjeg prihoda. Stanford je alma mater nekoliko svetskih lidera, uključujući 31. predsednika Sjedinjenih Država Herberta Huvera, aktuelnog premijera Ujedinjenog Kraljevstva Rišija Sunaka i grčkog lidera Kirijakosa Micotakisa. Univerzitet je takođe povezan sa 74 živa milijardera i 17 astronauta. U akademskim krugovima, njegovi bivši studenti uključuju predsednike ili prorektore MIT-a, Jejla, Harvarda i Prinstona. Takođe je jedan od vodećih formirača Fulbrajtovih stipendista, Maršalovih stipendista, Gejts Kembridž stipendista, Rouds stipendista i članova Kongresa Sjedinjenih Država.

## Istorija
Univerzitet Stanford su osnovali Liland i Džejn Stanford 1885. godine, posvećen sećanju na Lilanda Stanforda mlađeg, njihovog jedinog deteta. Institucija je otvorena 1891. godine na Stanfordovoj prethodnoj farmi Palo Alto. Džejn i Leland Stanford su svoj univerzitet napravili po uzoru na velike istočne univerzitete, posebno Univerzitet Kornel u Itaki u Njujorku. Stanford je 1891. nazvan „Kornel Zapada“ zbog toga što su većina njegovih nastavnika bili bivši pripadnici Kornela, uključujući njegovog prvog predsednika Dejvida Stara Džordana i drugog predsednika Džona Kaspera Branera. Kornel i Stanford su bili među prvima koji su visoko obrazovanje učinili dostupnim, nesektaškim i otvorenim za žene i muškarce. Kornel je zaslužan kao jedan od prvih američkih univerziteta koji je usvojio to radikalno odstupanje od tradicionalnog obrazovanja, a Stanford je takođe to rano prihvatio.
Sa arhitektonske tačke gledišta, Stanfordovi, posebno Džejn, želeli su da njihov univerzitet izgleda drugačije od istočnih, koji su često pokušavali da oponašaju stil engleskih univerzitetskih zgrada. Oni su precizirali u osnivačkoj donaciji da zgrade treba da budu „kao stare kuće od ćerpiča iz ranih španskih dana; biće jednospratne; imaće duboka sedišta na prozorima i otvorene kamine, a krovovi će biti pokriveni poznatim tamnocrvenim crepom." Ovog se pridržavaju zgrade kampusa do danas. Stanfordovi su takođe angažovali renomiranog pejzažnog arhitektu Frederika Loa Olmsteda, koji je prethodno projektovao kampus Kornel, da dizajnira kampus u Stanfordu.
Kada je Liland Stanford umro 1893. godine, nastavak postojanja univerziteta bio je ugrožen zbog federalne tužbe protiv njegovog imanja, ali Džejn Stanford je insistirala da univerzitet ostane u funkciji tokom finansijske krize. Univerzitet je pretrpeo veliku štetu od zemljotresa u San Francisku 1906. godine; većina oštećenja je popravljena, ali nova biblioteka i fiskulturna sala su srušene, a neke originalne karakteristike Spomen crkve i Kvada nikada nisu obnovljene.

## Organizacija
Univerzitet Stanford je oslobođen plaćanja poreza, u privatnom je vlasništvu a njime upravlja Upravni odbor koji se sastoji od 34 člana. Članovi upravnog odbora se biraju na petogodišnji mandat a sastaju se pet puta godišnje. Upravni odbor takođe upravlja i nadgleda Stanfordski istraživački park, šoping centar, Cantor centar za vizuelne umetnosti, Medicinski centar Univerziteta Stanford i još mnogo povezanih medicinskih ustanova (uključujući i dečiju bolnica Lusil Pakard).

### Organizacione jedinice
Univerzitet je trenutno organizovan u sedam akademskih škola, a to su:
- Škola humanističkih nauka (sa 27 odela)
- Škola za inženjerstvo (sa 9 odela)
- Škola za energiju i zaštitu životne sredine (4 odela)
- Škola prava
- Škola medicine
- Pedagoška škola i
- Poslovna škola.

Škola prava, medicine kao i pedagoška i poslovna škola imaju organizovane samo diplomske studije dok ostale imaju i dodiplomske i diplomske studije.
Univerzitet Stanford je korisnik posebne klauzule kalifornijskog Ustava, koji izričito izuzima imovinu Univerziteta od plaćanja poreza, sve dok se imovina koristi u edukativne svrhe.

## Napomene
1. ↑  Undergraduate school alumni who received the Turing Award:
  1. Vint Cerf: BS Math Stanford 1965; MS CS UCLA 1970; PhD CS UCLA 1972.[32]
  2. Allen Newell: BS Physics Stanford 1949; PhD Carnegie Institute of Technology 1957.[33]

Graduate school alumni who received the Turing Award:
  1. Martin Hellman: BE New York University 1966, MS Stanford University 1967, Ph.D. Stanford University 1969, all in electrical engineering. Professor at Stanford 1971–1996.[34]
  2. John Hopcroft: BS Seattle University; MS EE Stanford 1962, Phd EE Stanford 1964.[35]
  3. Barbara Liskov: BSc Berkeley 1961; PhD Stanford.[36]
  4. Raj Reddy: BS from Guindy College of Engineering (Madras, India) 1958; M Tech, University of New South Wales 1960; Ph.D. Stanford 1966.[37]
  5. Ronald Rivest: BA Yale 1969; PhD Stanford 1974.[38]
  6. Robert Tarjan: BS Caltech 1969; MS Stanford 1971, PhD 1972.[39]

Non-alumni former and current faculty, staff, and researchers who received the Turing Award:
  1. Whitfield Diffie: BS Mathematics Massachusetts Institute of Technology 1965. Visiting scholar at Stanford from 2009–2010 and an affiliate from 2010–2012; currently, a consulting professor at CISAC (The Center for International Security and Cooperation at Stanford University).[40]
  2. Doug Engelbart: BS EE Oregon State University 1948; MS EE Berkeley 1953; PhD Berkeley 1955. Researcher/Director at Stanford Research Institute (SRI) 1957–1977; Director (Bootstrap Project) at Stanford University 1989–1990.[41]
  3. Edward Feigenbaum: BS Carnegie Institute of Technology 1956, Ph.D. Carnegie Institute of Technology 1960. Associate Professor at Stanford 1965–1968; Professor at Stanford 1969–2000; Professor Emeritus at Stanford (2000–present).[42]
  4. Robert W. Floyd: BA 1953, BSc Physics, both from the University of Chicago. Professor at Stanford (1968–1994).[43]
  5. Sir Antony Hoare: Undergraduate at Oxford University. Visiting Professor at Stanford 1973.[44]
  6. Alan Kay: BA/BS from the University of Colorado at Boulder, Ph.D. 1969 from the University of Utah. Researcher at Stanford 1969–1971.[45]
  7. John McCarthy: BS Math, Caltech; PhD Princeton. Assistant Professor at Stanford 1953–1955; Professor at Stanford 1962–2011.[46]
  8. Robin Milner: BSc 1956 from Cambridge University. Researcher at Stanford University 1971–1972.[47]
  9. Amir Pnueli: BSc Math from Technion 1962, PhD Weizmann Institute of Science 1967. Instructor at Stanford 1967; Visitor at Stanford 1970[48]
  10. Dana Scott: BA Berkeley 1954, Ph.D. Princeton 1958. Associate Professor at Stanford 1963–1967.[49]
  11. Niklaus Wirth: BS Swiss Federal Institute of Technology 1959, MSC Universite Laval, Canada, 1960; Ph.D. Berkeley 1963. Assistant Professor at Stanford University 1963–1967.[50]
  12. Andrew Yao: BS physics National University of Taiwan 1967; AM Physics Harvard 1969; Ph.D. Physics, Harvard 1972; Ph.D. CS University of Illinois Urbana–Champaign 1975 Assistant Professor at Stanford University 1976–1981; Professor at Stanford University 1982–1986.[51]

## Literatura
- Lee Altenberg, Beyond Capitalism: Leland Stanford's Forgotten Vision (Stanford Historical Society, 1990)
- Ronald N. Bracewell, (2005). Trees of Stanford and Environs. Stanford Historical Society.
- Ken Fenyo. The Stanford Daily 100 Years of Headlines. ISBN 978-0-9743654-0-4. (2003-10-01).
- Jean Fetter. Questions and Admissions: Reflections on 100,000 Admissions Decisions at Stanford. ISBN 978-0-8047-3158-4. (1997-07-01).
- Ricard Joncas; David Neumann; Paul V. Turner. (2006). Stanford University. The Campus Guide. Princeton Architectural Press. doi:10.1007/1-56898-664-5.
- Stuart W. Leslie, The Cold War and American Science: The Military-Industrial-Academic Complex at MIT and Stanford, Columbia University Press 1994
- Rebecca S. Lowen, R. S. Lowen, Creating the Cold War University: The Transformation of Stanford, University of California Press 1997

## Spoljašnje veze
- Zvanični sajt
- Архивирано на веб-сајту  (28. август 2011)
- Stanford Athletics website
- „Leland Stanford Jr. University”.  (на језику: енглески) (11 изд.). 1911.
- „Leland Stanford Junior University”. Encyclopedia Americana. 1920.
- „Leland Stanford, Junior, University”. Collier's New Encyclopedia. 1921.